# トラスター
トラスターは、話者が本当のことを言っているか嘘をついているか高い確率で分析できると主張されているソフトウェア。また、それを搭載した機器。
登場した時は、マスコミでも面白い新製品情報として盛んに取り上げられた。その判定能力についての評価は現在肯定的なものもあるが、否定的なものもある。元々、イスラエル製だけに民族的風土からしてもそもそも宣伝戦略のほうがしたたかで、実際以上に性能を誇張しているのでは、と指摘する声もある。